# Kamienica Kohnów w Warszawie
Kamienica Kohnów – pierwotna nazwa sześciopiętrowej kamienicy w Warszawie, usytuowanej przy ul. Marszałkowskiej 56.

## Historia
Wybudowana została w 1935 dla rodziny Kohnów w miejscu dwóch częściowo rozebranych piętrowych kamieniczek. Połączono ją ze starszymi oficynami (z ok. 1878) w głębi działki, za którymi wzniesiono pawilon kina „Imperial” (po II wojnie światowej w 1945 zastąpiono go kinem „Polonia”).
24 lipca 2012 budynek został wpisany do gminnej ewidencji zabytków m.st. Warszawy.